# 핏사눌록주
피싸눌록주(태국어: พิษณุโลก 피사눌록[*])는 태국 북부에 있는 주(짱왓)의 하나이다. 이웃한 주는 동쪽부터 시계 방향으로 르ㅓ이 주, 펫차분 주, 피칫 주, 깜팽펫 주, 쑤코타이 주, 우따라딧 주이다. 북동쪽으로 라오스의 사이냐불리 주와 짧은 국경을 가진다.

## 어원
핏사누(태국어: พิษณุ)는 힌두교의 신 비슈누를 의미하고 록(태국어: โลก)은 세계를 의미한다. 그래서 이들을 합치면 '비슈누의 천국'으로 의역할 수 있다.

## 지리

### 지형
핏사눌록주의 지형적 특징은 펫차분산맥, 난강과 그 지류, 폭포, 급류, 늪, 숲, 초지, 동굴, 저수지와 광대한 수로망을 포함한다. 주에서 인구가 밀집된 지역은 주로 개간이 이루어진 곳이다. 주는 짜오프라야강 수계의 일부인 대 난 분지에 위치한다. 주는 또한 대 난 분지의 소분지인 난 분지와 욤 분지를 포함한다. 주도인 핏사눌록은 몇 세기 전에는 난강과 쾌노이강이 도시 근처에서 만났기 때문에 때때로 '두 강의 도시'라는 의미의 송쾌로 불린다. 현재는 난강만이 핏사눌록을 흐른다.

### 기후
핏사눌록의 대부분은 열대 기후이고 연 강수량은 1800mm로 상당히 많다. 그러나 주에서 고도가 높은 곳은 기후가 시원해 최고 기온은 약 25 °C이고 때때로 영하까지 떨어지기도 한다. 강수와 관련해 건기와 우기가 있다. 우기는 봄에 시작해 11월쯤에 끝난다. 강 기슭을 따라 이루어지는 삼림 벌채와 도시 개발이 많은 양의 비와 결합해 기후 변화를 초래했고 최근에 핏사눌록과 난강 하류 지역은 몇 차례의 홍수를 겪었다.

## 역사
비록 오늘날 이곳에 거주하는 타이족의 조상은 아니지만, 현재의 핏사눌록 주에는 선사시대부터 사람이 살았다. 현재의 핏사눌록 주와 관련된 초기의 역사 기록은 11세기 이전부터 나타나지만, 현재의 핏사눌록은 '송쾌'로 불리는 크메르의 작은 전초 기지였다. 다음 세기인 1188년에 현재의 핏사눌록 주의 중심 근처에 싱하나바띠 왕국의 수도인 나콘타이가 세워졌다. 이후 태국의 수코타이 왕조 때 핏사눌록은 수코타이 동부의 중요한 도시가 되었고 왓 출라마니, 왓 아라닉, 왓 체디요드통과 같은 대형 사원이 건설되었다. 1357년에 세워진 유명한 왓 프라시랏따나마하탓을 비롯한 주의 다른 주요 사원들이 아유타야 왕조 때 세워졌다. 핏사눌록은 25년 동안 아유타야 왕국의 수도 역할을 했다. 1555년에 나레수안 왕이 핏사눌록에서 태어났다. 나레수안은 오늘날의 미얀마와 캄보디아의 상당한 부분을 정복하는 등 왕국의 영토를 크게 확장해 태국의 역사에 중요한 역할을 했다.

## 경제
핏사눌록의 경제는 농업, 상업적 어업, 광물 자원, 산업과 관광업에 의해 운영된다. 쌀 생산은 농업 부문의 중요한 요소이다. 주의 풍부한 흑토, 복잡한 수로 체계, 풍부한 강수량은 쌀 재배에 이상적인 환경을 제공한다.

## 인구
다수인 타이족과 함께 약간의 몬족, 중국인, 라오송족 등의 소수 민족이 살고 있다. 이러한 민족적 다양성은 이 지역의 문화에 영향을 끼쳤다. 핏사눌록 주의 주민 대부분은 태국어를 사용하고 소수가 중국티베트어족의 언어와 라오어를 사용한다. 어떤 주민은 제2언어로 영어를 사용한다. 핏사눌록 사람들은 주로 상좌부 불교를 믿는다.

## 교육
- 나레수안 대학교

## 교통
- 핏사눌록 공항
- 고속도로 11호선
- 고속도로 12호선
- 고속도로 117호선
- 고속도로 126호선

## 행정 구역
핏사눌록에는 8개의 암프(군)와 더 세부 행정구역인 53개의 땀본 그리고 474개의 무반 (행정 구역)이 있다.
| 1. 므앙핏사눌록군 2. 나콘타이군 3. 찻뜨라깐군 4. 방라깜군 5. 방끄라툼군 | 1. 프롬피람군 2. 왓봇군 3. 왕통군 4. 는맙랑군 |

## 같이 보기
- 라오스-태국 국경 분쟁